# Burlington (Kansas)
Burlington – miasto położone w Hrabstwo Coffey.